# Coursetia pumila
Coursetia pumila är en ärtväxtart som först beskrevs av Joseph Nelson Rose, och fick sitt nu gällande namn av Matt Lavin. Coursetia pumila ingår i släktet Coursetia, och familjen ärtväxter. Inga underarter finns listade i Catalogue of Life.